# آل سليمان (البيضاء)

تعديل مصدري - تعديل

آل سليمان هي إحدى قرى عزلة العيوف بمديرية البيضاء التابعة لمحافظة البيضاء، بلغ تعداد سكانها 303 نسمة حسب تعداد اليمن لعام 2004.